# Gare de Lauterbourg
Gare de Lauterbourg vasútállomás Franciaországban, Lauterbourg településen.

## Vasútvonalak
Az állomást az alábbi vasútvonalak érintik:
- Strasbourg-Lauterbourg-vasútvonal

## Kapcsolódó állomások
A vasútállomáshoz az alábbi állomások vannak a legközelebb:
- Gare de Mothern
- Berg (Pfalz)